# Penicillium levitum
Penicillium levitum Raper & Fennell – gatunek grzybów z rodziny Aspergillaceae. Mikroskopijny grzyb strzępkowy.

## Systematyka i nazewnictwo
Pozycja w klasyfikacji według Index Fungorum: Penicillium, Aspergillaceae, Eurotiales, Eurotiomycetidae, Eurotiomycetes, Pezizomycotina, Ascomycota, Fungi.
Po raz pierwszy opisali go w 1948 roku Kenneth Bryan Raper i Dorothy Irene Fennel. Synonimy:
- Carpenteles levitum (Raper & Fennell) C.R. Benj. 1955
- Eupenicillium javanicum var. levitum (Raper & Fennell) Stolk & Samson 1983
- Eupenicillium levitum (Raper & Fennell) Stolk & D.B. Scott 1967

## Morfologia i fizjologia
Kolonie na agarze z roztworem Czapeka rosną raczej słabo, około 3 do 4 cm w ciągu 2 do 3 tygodni w temperaturze pokojowej, są stosunkowo cienkie, gęsto filcowate, rozdzierające się z trudem, centralna część uniesiona, odrywająca się od naczynia hodowlanego i zwykle pękająca wzdłuż głębokich promienistych bruzd. Powierzchnia niemal aksamitna, ale składająca się z cienkiej sieci krótkich, ściśle splecionych strzępek wegetatywnych, biała, na brzegach stopniowo rozwijająca się w odcieniach jasnożółtych do cielistych, z wiekiem czasami nawet z żółtymi i liliowymi strefami. Zarodnikowanie ograniczone na bardzo zredukowanych strukturach zarodnikujących, zwykle składających się z pojedynczych komórek, nie wpływające na wygląd kolonii. W ograniczonych ilościach w filcu grzybni powstają zawiązki perytecjów, jednakże nie tworzące dojrzałych worków ani askospor i nie wpływające na wygląd kolonii. Wysięk ograniczony, przejrzysty, bez zapachu. Rewers kolonii w odcieniach żółci od cytrynowego do matowego płowego.
Kolonie na agarze kukurydzianym rozprzestrzeniają się szeroko, do 6 cm po 2–3 tygodniach, tworząc bardzo cienką grzybnię wegetatywną, zanurzoną lub w postaci luźnej sieci na powierzchni agaru. Perytecja są raczej rzadko wytwarzane, stadium konidialne nie występuje lub jest bardzo ograniczone.

## Badania naukowe
W Polsce wyizolowano go z korzeni koniczyny krwistoczerwonej i pszenicy zwyczajnej. Z bulionu hodowlanego Penicillium levitum wyekstrahowano octanem etylu trzy rodzaje steroidów. Wykazały one cytotosyczne działanie przeciwko ludzkim liniom komórek nowotworowych Hep-G2, A549 i MCF-7.